# 会いたいよ...会いたいよ!
「会いたいよ…会いたいよ！」（あいたいよ あいたいよ）は、三森すずこのソロデビューシングル。2013年4月3日にポニーキャニオンから発売された。

## 概要
三森いわく「ピュアな想いがあふれている曲」で、新学期の男の子に対する女の子の純粋な気持ちが歌われている。また、歌詞は甘酸っぱい青春の1ページを思わせる内容になっている。三森自身は曲を初めて聴いた日に鼻歌を歌う程気に入っている。PVの振付は高校時代のダンススクールの恩師が行なった。
シングルは初回限定盤と通常盤の2種リリースで、初回限定盤には本曲のPVおよびこれのオフショット・メイキング映像を収録したDVDに加え、著：平松正樹、イラスト：エイチによるミニライトノベル『第一楽章』が封入されている。
シングルのカップリング曲「ミライスタート」はテレビアニメ『マイリトルポニー〜トモダチは魔法〜』オープニングテーマに起用された。生のストリングスを駆使した「耳が楽しくなる魔法の音のような曲」で、レコーディング時は恋愛小説を原作とした若手俳優と女優の演技を思い浮かべたという。

## 批評
Billboard JAPANの山本純は、「その歌声からは気持ちを伝える前の初々しいドキドキした心の動きや、ハッピーな未来への期待が同居して感じ取れる。」と評した。

## シングル収録内容
| 全作詞: 畑亜貴。 |                                          |           |           |           |                      |      |
| #                | タイトル                                 | 作詞      | 作曲      | 編曲      | ストリングスアレンジ | 時間 |
| 1.               | 「会いたいよ…会いたいよ!」               | 畑亜貴    | 太田雅友  | 太田雅友  |                      | 3:20 |
| 2.               | 「ミライスタート」                       | しほり    | 俊龍      | Sizuk     | 牧野信博             | 4:17 |
| 3.               | 「会いたいよ…会いたいよ!」(Instrumental) | 畑亜貴    |           |           |                      | 3:19 |
| 4.               | 「サマーバケーション」(Instrumental)     | 畑亜貴    |           |           |                      | 4:15 |
| 合計時間:        | 合計時間:                                | 合計時間: | 合計時間: | 合計時間: | 15:11                |      |

| #  | タイトル                                                | 作詞 | 作曲・編曲 |
| -- | ------------------------------------------------------- | ---- | ---------- |
| 1. | 「会いたいよ…会いたいよ!」(Music Video)                 |      |            |
| 2. | 「会いたいよ…会いたいよ!」(Music Video Dance shot ver.) |      |            |
| 3. | 「off shot」                                            |      |            |
| 4. | 「Making of Music Video」                               |      |            |